# Kazimierz Lenczewski
 Kazimierz Lenczewski, wł. Tomasz Bator-Strzemię z Leńcz Górnych Lenczewski (ur. 21 grudnia 1882, zm. w październiku 1938 we Lwowie) – starosta w okresie II Rzeczypospolitej.

## Życiorys
Urodził się 21 grudnia 1882. Około 1905 podjął pracę w służbie państwowej. Mianowany na urząd starosty 25 czerwca 1924. W latach 20. był starostą powiatu rudeckiego. Na przełomie lat 20. i 30. przez wiele lat sprawował urząd starosty powiatu samborskiego. Potem aż do przejścia na emeryturę pracował na stanowisku naczelnika Wydziału Urzędu Wojewódzkiego w Białymstoku.
Zmarł w październiku 1938 we Lwowie. Został pochowany w Radłowicach pod Samborem.